# Грань (сингл)
«Грань» — це третій сингл і перший відеокліп покровського гурту Skinhate, викладений 15 березня 2011 року для вільного перегляду і завантаження у світову мережу.

## Пісня
Пісню «Грань» було записано разом з піснею «Bull-DoZer» на вінницькій студії «ТОЧКА» наприкінці 2010 року. «Bull-DoZeR» був викладений у Інтернет 3 січня 2011 року, але вихід «Грані» був затриманий через зйомки і монтаж відео. Нарешті 15 березня 2011 року і «Грань» було викладено в Інтернет у вигляді відеокліпу і аудіофайлу.

## Кліп
Кліп було відзнято компанією «DollSfilM» наприкінці січня 2011 року. Зйомки відбувалися у закинутій лабораторії дослідження вірусних інфекцій біля Протасового Яру в Києві, яку було зачинено з причини пожежі 6 червня 1984 року.
Так само в кліпі використовуються фрагменти зі зйомок сольного концерту гурту в київському клубі «BINGO» 16 січня 2011 року.
Режисером виступив Махуренко Олексій, оператором — Пшець Дмитро. Змонтував кліп теж Махуренко Олексій, постпродакшном займався Муртазин Рінат.

## Музиканти
- Куст (Кустіков Дмитро) — вокал
- КухХхтя (Кухтін Олександр) — ударні
- Степан (Степаненко Олександр) — гітара
- Кузьма (Кузнецов Віталій) — бас